# Lury-sur-Arnon
Lury-sur-Arnon ist eine französische Gemeinde mit 662 Einwohnern (Stand: 1. Januar 2022) im Département Cher in der Region Centre-Val de Loire; sie gehört zum Arrondissement Vierzon und zum Kanton Mehun-sur-Yèvre. Die Einwohner werden Lurois genannt.

## Geografie
Lury-sur-Arnon liegt etwa 25 Kilometer westnordwestlich von Bourges und etwa zehn Kilometer südlich von Vierzon am Ufer des Flusses Arnon. Umgeben wird Lury-sur-Arnon von den Nachbargemeinden Méreau im Norden, Brinay im Nordosten und Osten, Cerbois im Osten und Südosten, Lazenay im Süden, Chéry im Südwesten und Westen sowie Massay im Nordwesten.

## Geschichte

### Internierungslager Lury
Lury war nach Frankreichs Eintritt in den Zweiten Weltkrieg Standort eines Internierungslagers. Nach France Archives, dem französischen Nationalarchiv, gehörte Lury am 15. Januar 1940 noch immer zu einem der etwa sieben Internierungsorte für deutsche Emigranten im Département Cher. Wie lange das Lager bestand, ist nicht belegt.

## Bevölkerungsentwicklung
| Jahr                       | 1962 | 1968 | 1975 | 1982 | 1990 | 1999 | 2006 | 2019 |
| Einwohner                  | 613  | 612  | 528  | 566  | 644  | 671  | 700  | 659  |
| Quellen: Cassini und INSEE |      |      |      |      |      |      |      |      |

## Sehenswürdigkeiten
- Kirche Saint-Paul aus dem 19. Jahrhundert
- frühere romanische Kirche Saint-Paul
- Burgreste aus dem 12. Jahrhundert
- Torturm aus dem 12. Jahrhundert

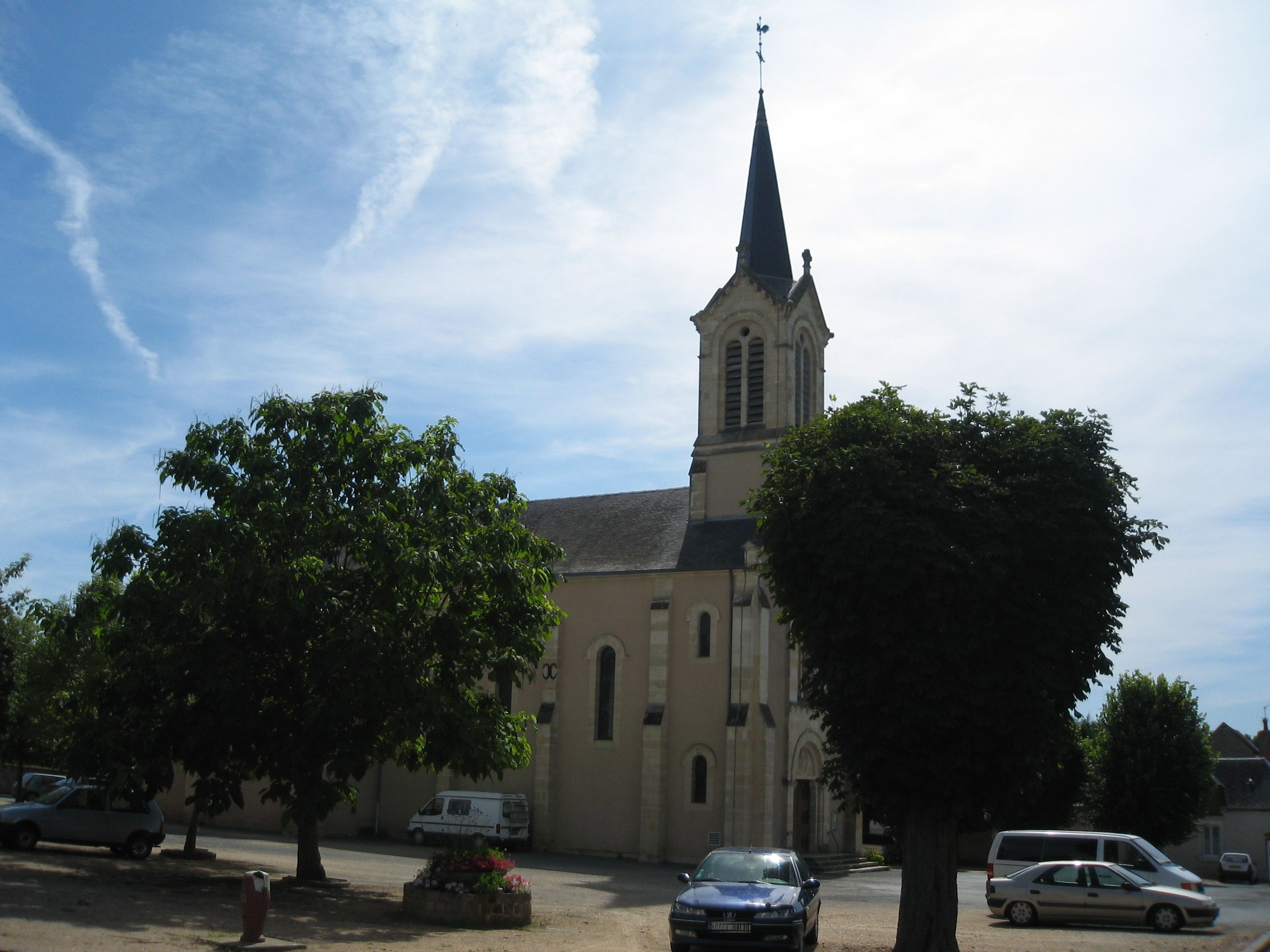
Kirche Saint-Paul
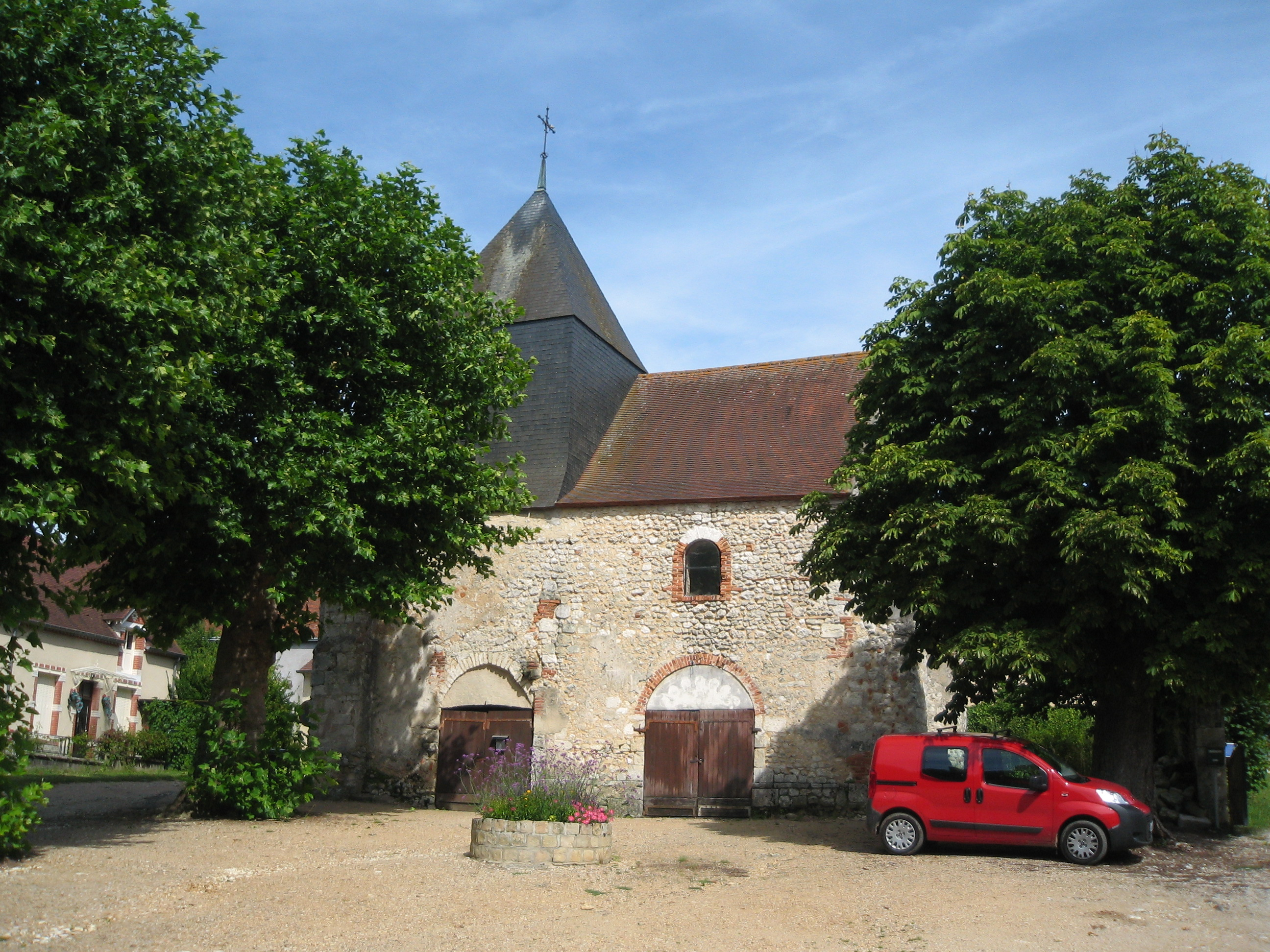
Romanische Kirche
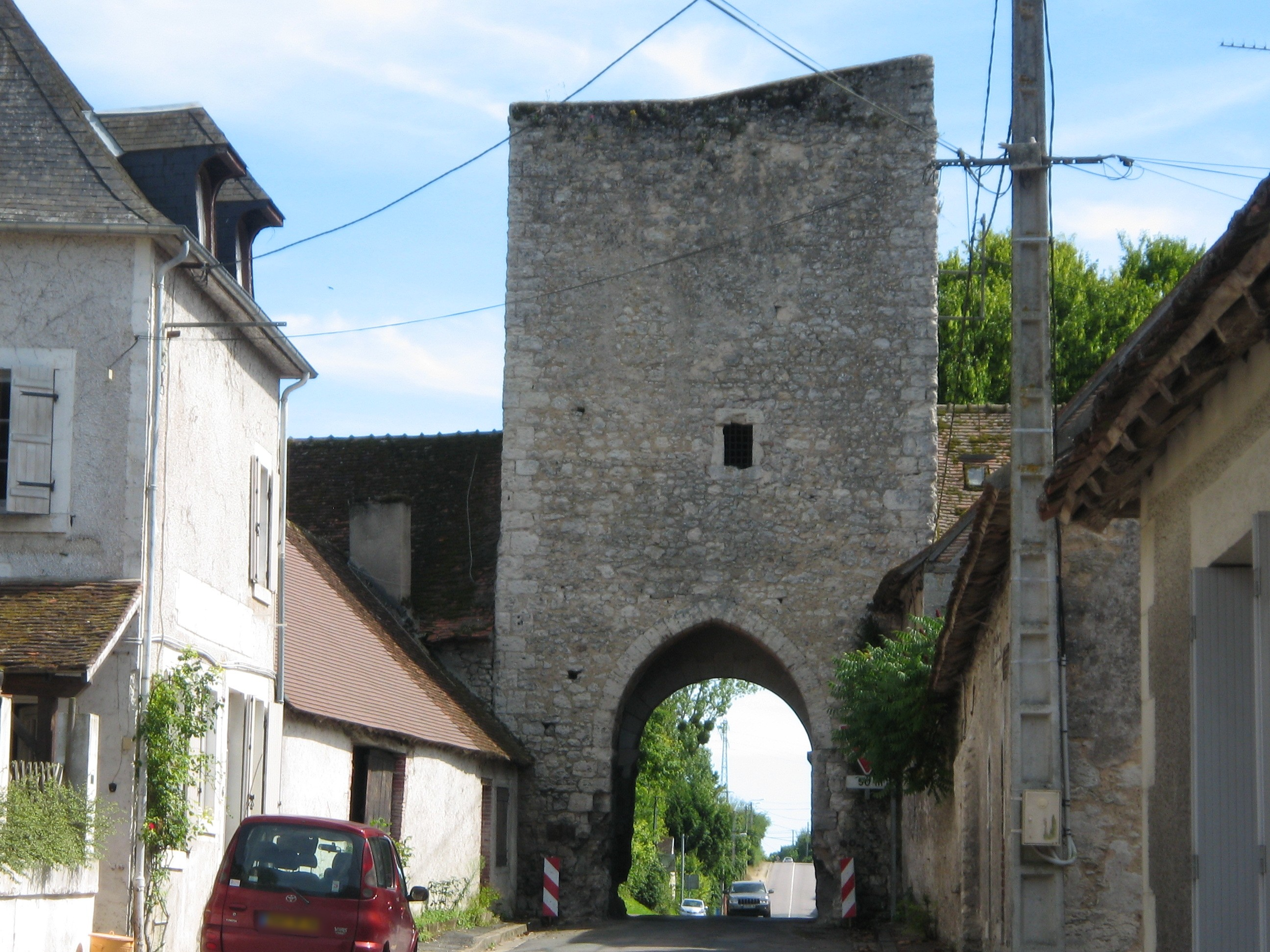
Torturm